# بنة سيب (أمجز)
بنة سیب (بالفارسية: بنه سیب) هي قرية تقع في إيران في قسم أمجز الريفي. يقدر عدد سكانها بـ 15 نسمة بحسب إحصاء 2016.